# Zénith de Toulon
Le Zénith de Toulon est une salle de concert toulonnaise, située non loin de la gare SNCF de Toulon. Sa capacité (jauge maximale) de 8 875 places en fait une des plus grandes salles de la région Provence-Alpes-Côte d'Azur.

## Histoire
La salle Zénith de Toulon, inaugurée en septembre 1992, a été construite par la ville de Toulon avec la participation de l’État, du Conseil Régional et du Conseil Général du Var, sous l'impulsion du Sénateur Maire François Trucy.

## Activités
L'activité première d'un Zénith étant les concerts, la plupart des artistes français se sont produits sur cette scène tels que Shy’m, Mylène Farmer, Johnny Hallyday, Chimène Badi, Christophe Maé, Garou, Pascal Obispo, Michel Sardou, Charles Aznavour, Jean Michel Jarre, Zazie, Jenifer, Renaud, Indochine ou Véronique Sanson pour ne citer qu'eux… mais aussi internationaux comme Paul McCartney, Phil Collins, Céline Dion, Elton John, Lara Fabian, George Michael, Lenny Kravitz, Iron Maiden, Guns N' Roses, Sting, Supertramp, David Bowie, Marilyn Manson, Nirvana, R.E.M., Tina Turner, ZZ Top, Joe Cocker, Depeche Mode, Toto, Tokio Hotel et Scorpions.
Le festival de musique électronique HardKaze s'y est tenu annuellement de 2018 à 2020.
Cette salle de spectacle accueille des salons tel que le salon idées week-end ou encore les salons du bien être, des médecines douces ou du mariage.
Le Zénith comprend aussi une salle annexe baptisée Le Live, avec une jauge allant de 50 à 700 places.